# Тото Вон
Тото Вон (15 листопада 1999) — китайська плавчиня.
Призерка Азійських ігор 2018 року.